# Edward Potęga
Edward Mieczysław Potęga (ur. 13 października 1890 w Stanisławowie, zm. 2 stycznia 1974 w Łodzi) – polski nauczyciel, przyrodnik, popularyzator ochrony przyrody.

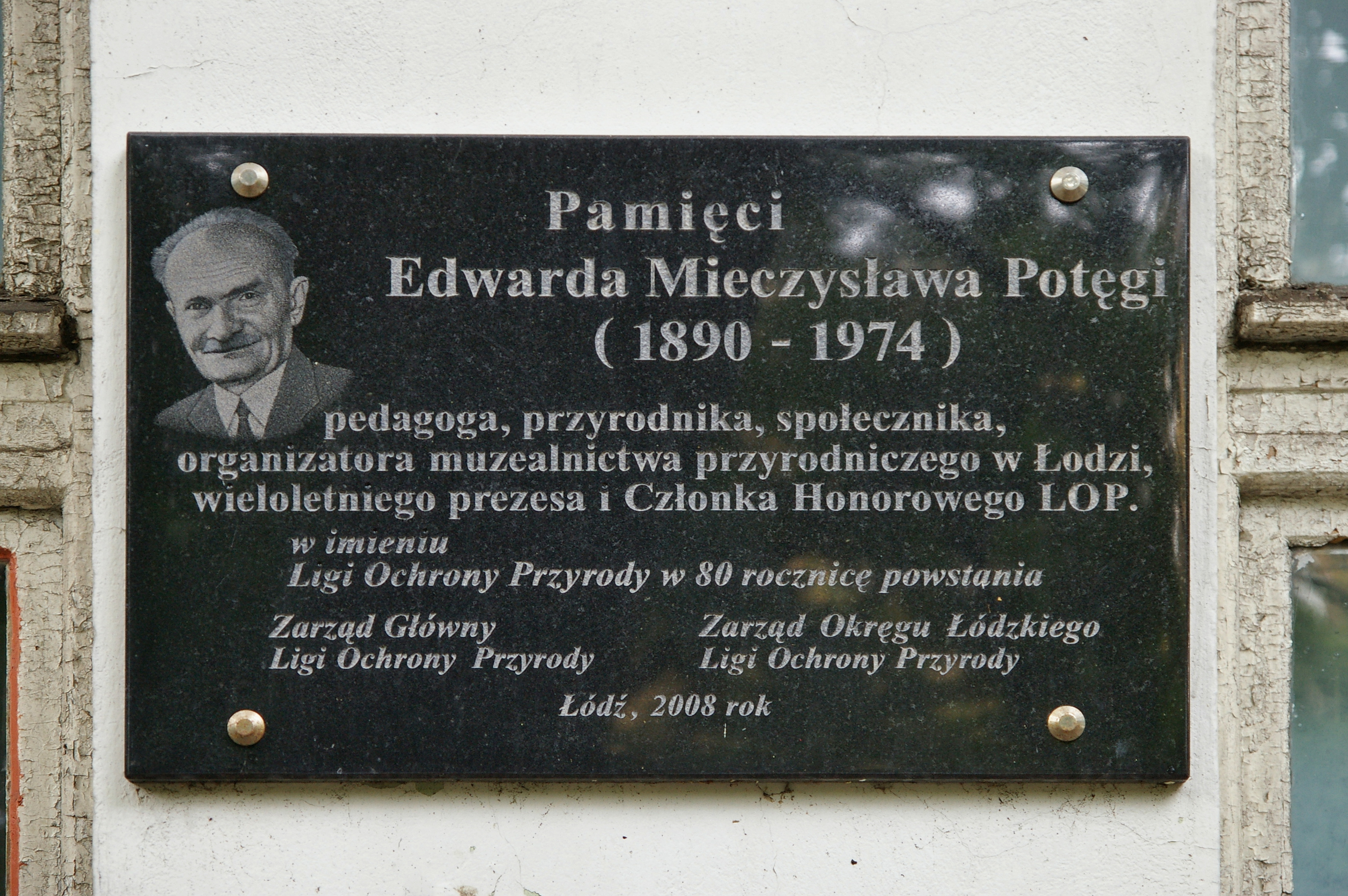
Tablica upamiętniająca Edwarda Mieczysława Potęgę na ścianie Muzeum Przyrodniczego Uniwersytetu Łódzkiego w parku im. H. Sienkiewicza

## Życiorys
Był synem gajowego Józefa Potęgi i Tekli Hreszczuk. W roku 1910 ukończył Męskie Seminarium Nauczycielskie w Stanisławowie. Praktykę odbywał w szkołach ludowych w Żurakach pow. Bohorodczany, w Bohorodczanach i w Sadzawie pow. Bohorodczany. W r. 1912 zdał egzamin nauczycielski i rozpoczął pracę w dwuklasowej szkole ludowej w Sadzawie.
W r. 1914 został powołany do wojska austriackiego. Brał udział w walkach w Serbii podczas I wojny światowej. Ranny przebywał w szpitalu wojskowym w Villach (Karyntia). Po wojnie uczył w szkole podstawowej w Lachowcach w pow. bohorodczańskim. W r. 1920 przeniósł się do Łodzi i pracował jako nauczyciel w szkołach.
W latach 1921–3 był słuchaczem Instytutu Nauczycielskiego Towarzystwa Nauczycieli Szkół Średnich i Wyższych w Łodzi. Działał w tym czasie w Polskim Towarzystwie Krajoznawczym (PTK) w Łodzi, gdzie w 1923 zainicjował Sekcję Przyrodniczą. Przystąpił wtedy do zbierania zbiorów przyrodniczych, które weszły potem do kolekcji Towarzystwa Przyrodniczego i Muzeum Przyrodniczego w Łodzi.
Pracował w Miejskiej Centralnej Pracowni Przyrodniczej w latach 1921–4 jako laborant, a od r. 1924 jako jej kierownik. Za jego kierownictwa Pracownia stała się wzorem dla innych tego typu placówek w kraju, a także impulsem do powstania 7 filii. W r. 1926 założył przy Pracowni Szkolny Ogród Botaniczny w Parku Źródliska, a także Szkolny Ogród Zoologiczny, w którym przebywały zwierzęta z polskich lasów. W Ogrodzie odbywały się lekcje przyrody dla młodzieży.
Był inicjatorem pomysłu zakładania pracowniczych ogródków działkowych w Łodzi. Z jego inspiracji powstało w latach 1926/7 Towarzystwo Przyrodnicze im. Stanisława Staszica, któremu  przewodniczył do wybuchu drugiej wojny światowej. Towarzystwo zapoczątkowało prace nad ochroną przyrody w województwie łódzkim. Powstał m.in. wykaz zabytków przyrodniczych miejskiego rezerwatu przyrodniczego Polesie Konstantynowskie.
W latach 1927–1939 redagował miesięcznik „Czasopismo Przyrodnicze Ilustrowane” , dla młodzieży „Kółko Przyrodnicze” (od r. 1932 r.), a dla najmłodszych ilustrowane pismo „Młody Przyjaciel Zwierząt” (od 1937).
W Parku Sienkiewicza w Łodzi po adaptacji budynku jadłodajni stworzył Miejskie Muzeum Przyrodniczo-Pedagogiczne, którego został dyrektorem. Przeniósł tu także Centralną Pracownię Przyrodniczą. W skład zbiorów Muzeum weszły eksponaty dawnego Towarzystwa Nauki i Sztuki, zbiory Towarzystwa Przyrodniczego, okazy z wielkiej wystawy przyrodniczej. Powstała biblioteka specjalistyczna i dział ochrony przyrody. W Muzeum odbywały się także lekcje dla młodzieży. Muzeum stało się też siedzibą Towarzystwa Przyrodniczego i miejscem redakcji wydawnictw.
W lutym 1940 został usunięty z Muzeum. Pracował później jako rachmistrz w majątku rolnym w Ciechanowcach, a następnie w Górkach Nowych. W czasie okupacji opracowywał Encyklopedię Ochrony Przyrody w Polsce, zawierającą ok. 10 000 haseł, mapy, fotografie (nie wydana).

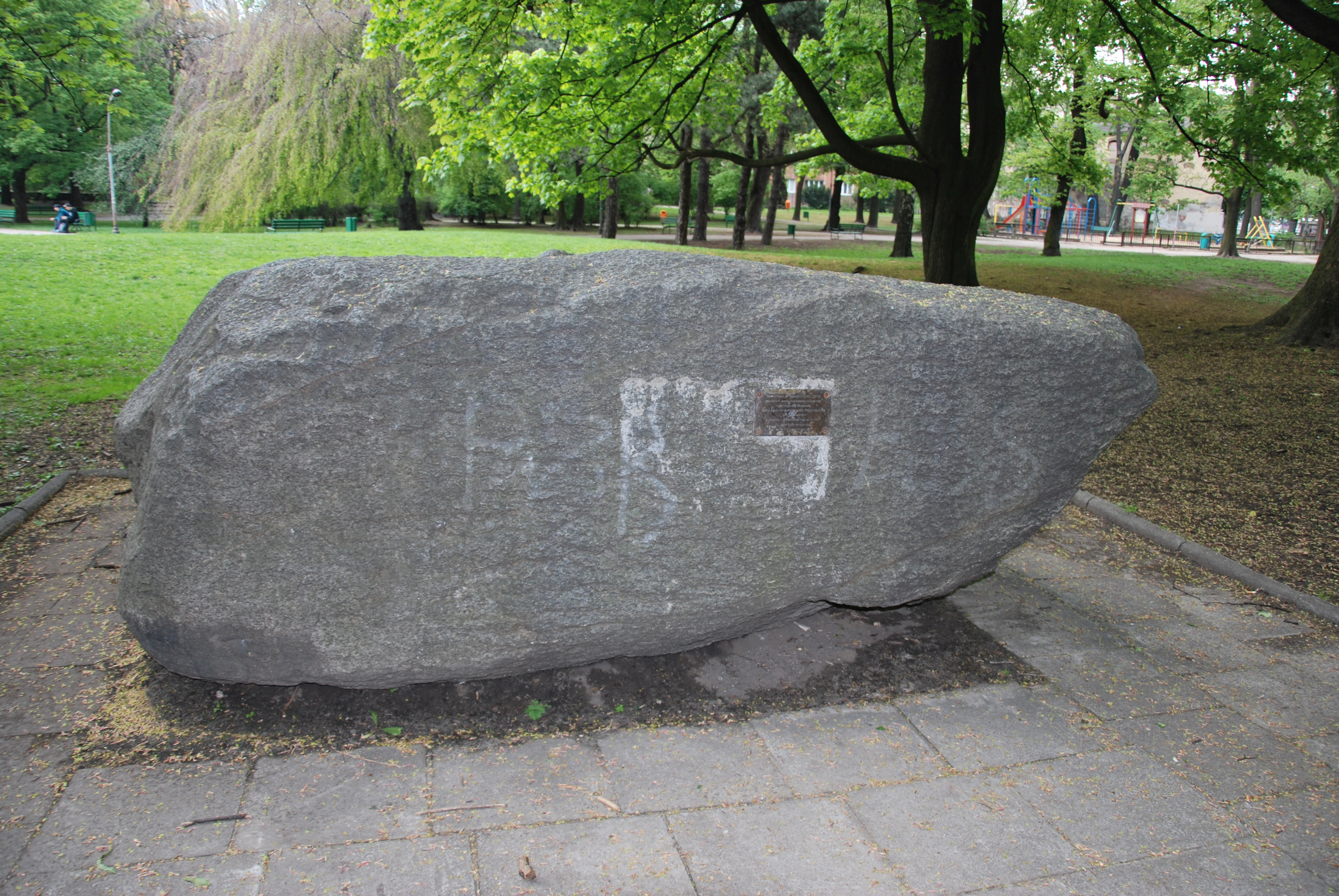
Głaz narzutowy z tabliczką poświęconą prof. Edwardowi Potędze, Łódź Park Sienkiewicza

W 1945 został mianowany kierownikiem Ochrony Przyrody i Zabytków Przyrody woj. Łódzkiego. Po wojnie powrócił do pracy w Muzeum Przyrodniczym a 17 listopada 1945 został jego dyrektorem. W Muzeum zorganizował Biuro Ochrony Przyrody - jako kontynuację działań przedwojennych Towarzystwa Przyrodniczego. Biuro Ochrony Przyrody stało się organizacją ogólnokrajową pod nazwą Liga Ochrony Przyrody z centralą w Łodzi. Lokalem LOP zostały pomieszczenia w Muzeum Przyrodniczym.  17 VII 1945 został wybrany na prezesa przez Zarząd Główny LOP. Po przeniesieniu Zarządu Głównego do Warszawy 28 listopada 1953 r. pozostał w Łodzi i kontynuował działalność przyrodniczą i społeczną w LOP. W latach 1953 – 55, oraz 1959 – 1972 pełnił funkcję prezesa Zarządu Okręgu Łódzkiego LOP. W uznaniu zasług otrzymał tytuł I honorowego członka Ligi. 30 VI 1952 z powodu reorganizacji został zwolniony z Muzeum. Do lipca 1958 pełnił funkcję wojewódzkiego konserwatora przyrody przy Prezydium Wojewódzkiej Rady Narodowej. Był też członkiem Wojewódzkiego Komitetu Ochrony Przyrody w Łodzi. W 1972 został wybrany na honorowego prezesa Zarządu Okręgu LOP. W pracach Ligi uczestniczył do ostatnich lat życia.
Od najmłodszych lat interesował się muzyką, grał na skrzypcach i pianinie, co rozwinęło w nim wrażliwość i zrozumienie piękna śpiewu ptaków. Prowadził obserwacje kilkudziesięciu gatunków ptaków oraz prowadził zapis nutowy ich śpiewu. Ogłosił artykuł Śpiew muchołówki żałobnej („Przyroda Polska” 1966). Założył także Stację Ochrony Ptaków.

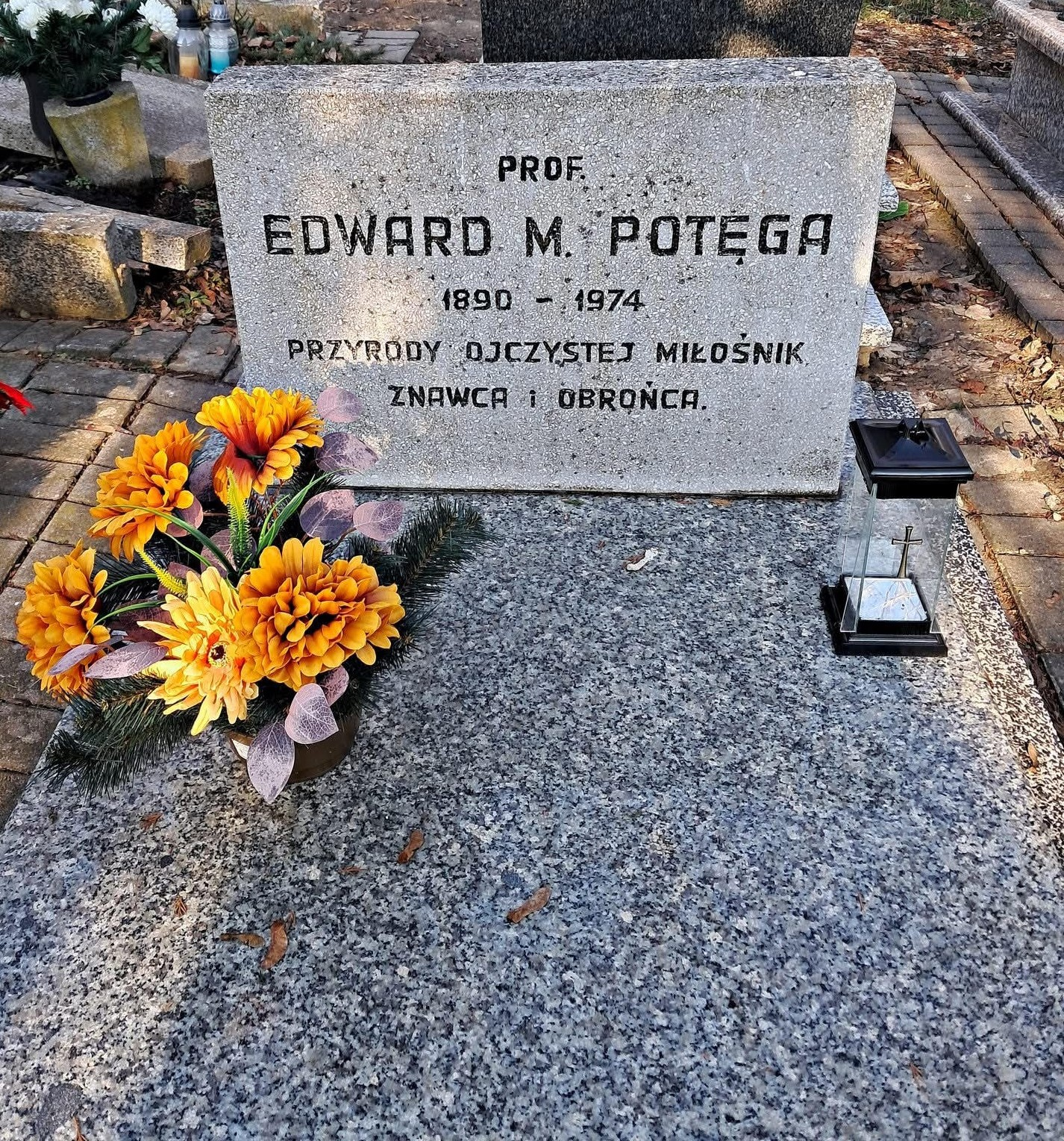
Grób Edwarda Potęgi na cmentarzu komunalnym Doły w Łodzi

Zmarł 2 I 1974 w Łodzi i pochowany został na cmentarzu komunalnym Doły w Łodzi (kwatera XXX Rząd 12, Grób 3).

## Publikacje
- 1925 - Rośliny górskie, ich rozmieszczenie i warunki życia, wyd.w Łodzi nakładem księgarni "Czytaj"
- 1939 – redaktor: „Słownik Przyrodniczy”
- 1956 - Lasy turystyczno-wypoczynkowe województwa łódzkiego, wyd. Okręg Łódzki LOP

- Artykuły (ok. 150 publikacji) w prasie tematycznej, m.in. „Chrońmy Przyrodę Ojczystą” w „Przyrodzie Polskiej” m.in.:
  - Formy współżycia ptaków w Łodzi, „Przyroda Polska” 1967 nr 7
  - Ochrona przyrody w prasie łódzkiej, Biuletyn Z.G. Ligi Ochrony Przyrody 1967 nr 4,
  - Ruch ochrony przyrody w województwie łódzkim, Biul. ZG LOP 1968 nr 9,

## Odznaczenia
- Srebrny Krzyż Zasługi (1937)
- Złoty Krzyż Zasługi (1956)
- Krzyż Oficerski Orderu Odrodzenia Polski
- Złota Honorowa Odznaka Ligi Ochrony Przyrody
- Honorowa Odznaka miasta Łodzi

## Upamiętnienia
- Rezerwat Molenda w Lasach Tuszyńskich (1974)
- Szkolne Koło LOP im. E. Potęgi w XXXI Liceum Ogólnokształcącego im. L. Zamenhofa w Łodzi (1980)[5]
- Tablica pamiątkowa ku czci Edwarda Potęgi w Łodzi ufundowana przez Zarząd Okręgu Łódzkiego LOP[3]
- Głaz narzutowy z tabliczką poświęconą prof. Edwardowi Potędze, Łódź Park Sienkiewicza